# Hammerauer Mühlbach
Der Hammerauer Mühlbach und im weiteren Verlauf Freilassinger Mühlbach ist ein linker Seitenbach der Saalach, kurz vor deren Mündung in die Salzach im Bayerischen Landkreis Berchtesgadener Land. Er fließt auf der linken Seite entlang der Flussterrasse der Saalach und wurde und wird durch mehrere Wassermühlen genutzt.

## Verlauf
Der Mühlbach wird am Hammerauer Drei-Stufenwehr in Ainring auf 438 m ü. NN an km 7,2 aus der Saalach ausgeleitet. Ein großer Anteil der Wassermenge wird bereits 500 Meter unterhalb nach Nutzung durch ein Wasserkraftwerk in die Saalach zurückgeleitet. Der andere Anteil fließt nach einem 2020 gebauten Wasserkraftwerk verrohrt durch das Stahlwerk Annahütte. Danach zweigt erst der Hammerbach auf 430 m ü. NN vor dem Ainringer Ortsteil Feldkirchen ab. Auf 421 m ü. NN zweigt an der Gemeindegrenze zu Freilassing wiederum der Saalbach auch zur Saalach ab. Ab dieser Abzweigung an der Grenze zu Freilassing nimmt der Bach den Namen Freilassinger Mühlbach an. Östlich von Freilassing-Salzburghofen zweigt auf wenig unter 410 m ü. NN auf der linken Seite der bis 2004 verlandete Mittergraben zur Sur ab, bevor der Freilassinger Mühlbach bei km 0,7 steil in die Saalach mündet.